# Iain Banks
Iain Menzies Banks (Dunfermline, Fife, Escocia; 16 de febrero de 1954 - 9 de junio de 2013) fue un filólogo, filósofo, psicólogo y escritor de ciencia ficción británico.

## Biografía
Banks nació en Dunfermline, Fife, Escocia, el 16 de febrero de 1954. Su madre era patinadora profesional y su padre oficial del Almirantazgo. Fue hijo único. Banks vivió en el norte de Queensferry hasta los nueve años, cerca de los astilleros navales de Rosyth, donde trabajaba su padre, hasta que por motivos laborales la familia de Banks se trasladó a Gourock debido a las exigencias del trabajo de su padre. Por esa época se introdujo en la ciencia ficción a través de la saga de libros Kemlo de Reginald Alec Martin.
Estudió en las escuelas secundarias de Gourock y Greenock. Después estudió filología inglesa, filosofía y psicología en la Universidad de Stirling.
Se casó en 1992 y vivió en North Queensferry, Escocia.
En abril de 2013 el autor anunció en su página oficial que estaba enfermo de cáncer enfermedad que terminó con su vida el 9 de junio del mismo año, consiguiendo terminar contrarreloj su última novela: The Quarry (La cantera).

## Carrera

### Escritor
Completó su primera novela The Hungarian Lift-Jet a los 16 años y su segunda novela TTR (también conocida como The Tashkent Rambler) durante su primer año en la Universidad de Stirling en 1972. Su primera novela publicada fue The Wasp Factory, que se publicó en 1984 cuando tenía treinta años.
Su segunda novela, Walking on Glass, fue publicada en 1985. The Bridge en 1986, y Espedair Street en 1987. Esta última fue adaptada por la BBC como serie radiofónica. Su libro Pensad en Flebas fue publicado en 1987 y fue la primera de varias novelas de su aclamado universo de ficción «La Cultura».
The Crow Road, publicado en 1992, fue adaptado como una serie de televisión de la BBC. Es una novela cuyos planteamientos entran dentro de la ciencia ficción (lugar del ser humano en el universo, el orden natural...) pero que transciende del género, siendo difícil encuadrarla, por su escritura, implicaciones y recursos.
Banks continuó escribiendo novelas de ciencia ficción y novelas de la corriente dominante, con su última novela, The Quarry (La cantera), publicada en junio de 2013, el mes de su muerte.
Banks ha citado a Robert A. Heinlein, Isaac Asimov, Arthur C. Clarke, Brian Aldiss, M. John Harrison y Dan Simmons como sus influencias literarias del género.

### Teatro y música
Banks participó en la producción teatral The Curse of Iain Banks, escrita por Maxton Walker y representada en el festival Fringe de Edimburgo en 1999. Banks colaboró frecuentemente con el compositor de la banda sonora de la obra Gary Lloyd, incluyendo una colección de canciones que co-compusieron en homenaje a la banda de ficción 'Frozen Gold' de la novela de Banks Espedair Street. Lloyd también compuso la partitura para una palabra hablada y la producción musical de la novela de Banks, The Bridge que fue escrita por el mismo Banks. Lloyd grabó a Banks para incluirlo en la obra como una voz sin cuerpo apareciendo como él mismo en uno de los sueños de uno de los miembros del elenco.

## Política
Al igual que su amigo Ken MacLeod (otro escritor escocés de ciencia ficción) mostró historias impregnadas de ideología de izquierdas. Conocido defensor de la independencia de Escocia, ha hecho campaña con el Partido Socialista Escocés.
A finales de 2004 Banks fue miembro destacado de un grupo británico compuesto por políticos y figuras públicas que hizo una campaña para acusar al entonces primer ministro, Tony Blair, de prevaricación tras la Invasión de Irak de 2003. En protesta por la misma, rompió su pasaporte y lo envió al 10 de Downing Street.
Fue miembro honorario de la Sociedad Nacional Laica, sociedad británica que promueve el laicismo.

## Miscelánea
- Tendía a escribir una novela en unos tres meses, trabajando sin parar; luego tomaba nueve meses de vacaciones. En su tiempo libre ha tomado lecciones de vuelo y graba su propia música rock.
- Alternó la escritura de ciencia-ficción y la novela de ficción.
- Muchos de sus libros de ciencia-ficción están basados en el universo de la Cultura (una poderosa civilización de varias especies viviendo en nuestra galaxia). La novela The State of the Art registra la llegada de la Cultura al planeta Tierra.

## Obra[19]

### Como Iain Banks
- La fábrica de avispas (The Wasp Factory, 1984)
- Pasos sobre cristal (Walking on Glass, 1985)
- El puente (The Bridge, 1986)
- Espedair Street (1987); adaptada para la radio (BBC) en 1998 (dir. Dave Batchelor)
- Canal Dreams (1989)
- The Crow Road (1992); adaptada para televisión (BBC) en 1996 (dir. Gavin Millar)
- Cómplice (1993); filmada en el año 2000 (Complicity, dir. Gavin Millar); la edición en vídeo se titula Retribution
- Whit (1995)
- Una canción de piedra (1997)
- The Business (1999)
- Dead Air (2002)
- The Steep Approach to Garbadale (2007)
- Transition (2009)
- Stonemouth (2012)
- The Quarry (junio 2013[20])

### Como Iain M. Banks
Serie de La Cultura
En muchas de sus obras de ciencia ficción trata de una gran organización pangaláctica llamada La Cultura, descrita con gran lujo de detalle:
- Pensad en Flebas (Consider Phlebas, 1987)
- El jugador (The Player of Games, 1988)
- El uso de las armas (Use of Weapons, 1990)
- Última Generación (The State of the Art, 1991) (Colección de 6 relatos y un ensayo. 2 historias tratan de La Cultura)
- Excesión (Excession, 1996)
- Inversiones (Inversions, 1998) (Hace referencia implícitamente a que los protagonistas son ciudadanos de La Cultura)
- A barlovento (Look to Windward, 2000)
- Materia (Matter, 2008)
- Surface Detail (2010)
- The Hydrogen Sonata (2012)

Otras novelas
Otras novelas de ciencia ficción que no pertenecen a la serie de La Cultura son:
- Contra la oscuridad (Against a Dark Background, 1993)
- El Artefakto (Feersum Endjinn, 1994)
- El algebrista (The Algebraist, 2004)
- Transition (2009)

### Relatos de ciencia ficción
Banks escribió pocos relatos cortos, pero ha publicado un libro recopilatorio bajo el nombre Iain M. Banks:
- Última Generación (1991) contiene tanto ciencia ficción como trabajos ajenos a la misma.

### No ficción
- Raw Spirit (2003) es un documental de viajes por Escocia y sus destilerías de whisky.

Banks fue considerado en muchos círculos como el iniciador, con su serie de La Cultura, de la llamada nueva ópera espacial británica.
Al igual que ocurre con Ken MacLeod (otro escritor de ciencia ficción técnica y social, también escocés y amigo de Banks), en sus escritos demostró un gran interés por la historia de la izquierda. En sus obras alegaba que una economía de la abundancia hace viable la anarquía (por no decir inevitable).